# Tènar (població)
Tènar (grec antic: Ταίναρον o Ταίναρος) fou una població de Lacònia situada al cap Tènar, que era un dels indrets on es deia que hi havia l'entrada a l'Inframon.
Segons Pausànies tenia un temple de Demèter i un altre d'Afrodita, aquest darrer a prop del mar, amb una estàtua de la deessa. També hi ha restes de marbres i relleus del temps dels Antonins. La ciutat va formar part de la confederació de ciutats eleutero-lacònies. Per unes inscripcions que s'han trobat, es creu que els laconis que vivien a la costa van unir-se per fundar un temple dedicat a Posidó, i de pas van establir una nova població, que rebé el nom de Cenèpolis.